# Jongmyo
Jongmyo (hangul: 종묘; hanja: 宗廟; što znači "kraljevsko svetište") je konfucijanističko svetište u Seulu, posvećeno ceremonijama sjećanja na preminule kraljeve i kraljice korejske dinastije Joseon. Takvi hramovi su postojali još u razdoblju Tri kraljevstva Koreje (57. pr. Kr.-668.), ali su samo svetišta iz dinastije Joseon sačuvana. Zbog toga je Jongmyo upisan kao Nacionalno blago Koreje br. 227., a 1995. godine i na UNESCO-ov popis mjesta svjetske baštine u Aziji kao "najstariji sačuvani izvorni konfucijev hram u kojemu su sačuvani ritualni obredi iz 14. stoljeća".

## Povijest
Jongmyo je izgrađen 1394. godine po naredbi kralja Taejoa, a kompleks je proširio kralj Sejong (vl. 1418. – 50.) izgradnjom dvorane Yeongnyeongjeon ("Dvorana vječne ugode"). Ova praksa proširivanja hrama dodavanjem prostorija na njegovoj istočnoj strani se nastavila sa sljedećim kraljevima i glavna dvorana svetišta, Hyangdaecheong, je od izvornih sedam, na koncu imala devetnaest jednostavnih spojenih prostorija, svaka rezervirana za spomen-ploču jednog kralja i njegove kraljice. Tada je, a možda i danas, to bio najdulji hram u Aziji.
Tijekom japanske invazije na Koreju (1592.) i sedmogodišnjeg rata koji je uslijedio Japanci su spalili izvorni hram i on je obnovljen, u današnjem obliku, 1601. godine. Spomen-ploče 19 kraljeva i njihovih 30 kraljica su tijekom rata bile skrivene u jednom domu običnog građanina i tako su sačuvane

## Odlike
Svetište se moglo vidjeti lijevo s kraljevskog prijestolja u palači Gyeongbokgung, dok mu je s desne strane bio još jedan važan konfucijanski hram Sajik. Ova praksa je uvedena iz kineske prakse (geomancija) u kojoj je glavna dvorana uvijek bila uokvirena brdima sa sjeverne strane, a velikim dvorištem s južne strane. U ovom slučaju dvorište Woldae, koje ima promjer 150 x 100 m.
Glavni dijelovi kompleksa ograđenog zidinama su: 
- drveni paviljon Mangmyoru, s krovom od opeke, gdje je kralj dočikao duhove svojih predaka prije rituala.
- Gongmingdang, svetište kralja Goryeoa kojeg je izgradio kralj Taejo.
- Hyangdaecheong, dvorane za ritualne predmete.
- Jaesil, glavna dvorana s dva krila gdje se održavali kraljevski rituali.

Južni portal kompleksa Jongmyo (Changyeopmun, 정문) je bio rezerviran za ulazak i zlazak duhova (predaka), istočni za kralja, a zapadni za izvođače kraljevskog rituala Jongmyo jerye. To je ritual štovanja pokojnih kraljeva i kraljica iz 14. stoljeća koji se godišnje održava svake prve svibanjske nedjelje. Tijekom plesa svira se dvorska glazba Jongmyo jeryeak, koja se temelji na dvorskoj (당악, dangak, tj. "Tang glazba") i seoskoj glazbi (향악, hyangak) iz 14. stoljeća.

## Poveznice
- Konfucijev hram, Qufu

## Vanjske poveznice
- Službena stranica hrama  Arhivirana inačica izvorne stranice od 12. listopada 2007. (Wayback Machine) (engl.)
- Jongmyo Jeryeak na stranicama turističkog ureda Seula (engl.)
- Asian Historical Architecture: Jongmyo (engl.)